# Pepe Harold
José Sánchez Corral, más conocido con el nombre artístico de Pepe Harold, fue un bailarín, coreógrafo y actor de cine, televisión y teatro español con carrera en Argentina y Chile.

## Carrera
Gran actor de comedia, nació en La Coruña, España, pero se trasladó junto a su familia a Argentina, donde se crio y dio sus primeros pasos en el medio artístico. De adulto fue a Chile a probar suerte y se consolidó como actor cómico y bailarín, principalmente de tango.
En teatro trabajó como actor y guionista de grandes revistas, como Burlesque, Humoresque, Balmaceda, Picaresca y Bim Bam Bum. Con el tiempo se convirtió en un director artístico de picaresca. Compartió escenario con Daniel Vilches y Tango Bar.
Hizo numerosos radioteatros y en uno de ellos conoció a quien sería su mujer, la actriz Erica Garcés, que también lo acompañaría como pareja de baile. Junto a Octavio Sufán trabajó en el programa radial Residencial La Pichanga por Radio Portales de Santiago, donde humorísticamente se reflejaban los resultados del campeonato de fútbol chileno.
En cine intervino en las películas La dama sin Camelias, con dirección de Jose Bohr, y en Ayúdeme usted compadre.
En televisión actuó en las comedias El padre Gallo (1970) con Guillermo Bruce, Peggy Cordero y Marcelo Gaete, Sin amor (1971), con Bárbara Amunátegui y Martín Andrade, y Los del bloque futbol club.
Murió a los 73 años víctima de una septicemia.

## Filmografía
- 1968: Ayúdeme usted compadre.
- 1961: Un lugar en su tierra.
- 1947: La dama de las camelias.